# Библос
 Тази статия е за града в Ливан.  За района вижте Библос (район).  
Библос (на гръцки: βύβλος), наричан също Джубейл (на арабски: جبيل‎), е град в Ливан, административен център на район Библос в мухафаза Горен Ливан. Населението му е около 40 000 души.
Разположен е на брега на Средиземно море, на 20 km северно от центъра на столицата Бейрут. Селището съществува от VIII хилядолетие пр.н.е. и е един от главните градове на древна Финикия. Библос доставя египетски папирус в Древна Гърция, откъдето идва и името му на койне - библос (на гръцки: βύβλος).
По време на владичеството на египетските фараони, през III и II хилядолетие пр.н.е., Библос е бил търговска и религиозна столица на финикийското крайбрежие. Тук е била създадена първата линейна азбука, предшественик на всички съвременни азбуки (включително гръцката и латинската). Най-стария известен финикийски надпис е открит върху саркофага на библоския владетел Ахирам.